# Тапушкович, Наташа
Наташа Тапушкович (серб. Наташа Тапушковић; девичья фамилия до 2006 года Шо́лак; род. 27 августа 1975, Крушевац, Югославия) — сербская актриса, наибольшую известность получила после роли заложницы-мусульманки Саба́хи в фильме Эмира Кустурицы «Жизнь как чудо» (2004).

## Фильмография
| Год  | Фильм                         | Роль                       |
| ---- | ----------------------------- | -------------------------- |
| 1997 | Застрявшая тыква              | Евица                      |
| 1998 | Красно, жёлто, зелено... идти |                            |
| 1998 | Лай на звёзды                 | Даница Янкович             |
| 1999 | Весна в Лимасоле              | Ванья                      |
| 2004 | Жизнь как чудо                | Сабаха                     |
| 2006 | Жизнь как чудо (сериал)       | Сабаха                     |
| 2007 | Театр в доме                  | Ольга Петрович             |
| 2009 | Последняя аудиенция           | королева Наталья Обренович |
| 2010 | Стрижка                       | инспектор Лидия            |
| 2012 | Фолк                          | Сладжя                     |